# Dinastia tolemaica
La dinastia tolemaica (in greco antico: Πτολεμαῖοι?, Ptolemâioi) è stata una dinastia ellenistica che governò il regno d'Egitto dal 305 a.C. al 30 a.C., cioè dall'assunzione della corona da parte di Tolomeo I Sotere fino alla conquista romana e alla morte dell'ultima regina tolemaica, Cleopatra. Rami collaterali della famiglia regnarono anche in Macedonia, Cirenaica e Cipro, mentre un ramo di discendenza femminile governò in regno di Mauretania fino al 40. 
L'eponimo della dinastia fu il re Tolomeo I (uno dei diadochi che si spartirono l'impero di Alessandro Magno), ma è conosciuta anche con il nome di dinastia lagide (in greco antico: Λαγίδαι?, Lagídai), dal nome del padre di Tolomeo I, Lago. 
Una voce diffusa voleva che questi fosse figlio illegittimo di Filippo II di Macedonia e quindi fratellastro di Alessandro Magno stesso. Per distinguere i vari membri della dinastia, che portano sempre lo stesso nome secondo l'uso egizio, tradizionalmente gli si affianca un titolo onorifico in greco (es. Tolomeo Soter "Salvatore", Tolomeo Filadelfo "amante del fratello", Tolomeo Filopatore "amante del padre", ecc..)
L'ultimo sovrano effettivo della dinastia fu Tolomeo di Mauretania, nipote di Cleopatra, ma tramite la sua discendenza femminile si consideravano appartenenti alla stirpe tolemaica i Severi (tramite Giulia Mesa e Giulia Domna moglie di Settimio Severo) e Zenobia di Palmira.

## Sovrani della dinastia tolemaica
| Ritratto | Nome                                      | Regno (inizio-fine)                                                                                | Consorti                                                                 | Note                                                                |
| -------- | ----------------------------------------- | -------------------------------------------------------------------------------------------------- | ------------------------------------------------------------------------ | ------------------------------------------------------------------- |
|          | Tolomeo I Sotere                          | 305 a.C.-282 a.C.                                                                                  | (1) Artacama (2) Euridice (3) Berenice I                                 | Figlio di Lago e Arsinoe di Macedonia; capostipite della Dinastia   |
|          | Tolomeo II Filadelfo                      | 285 a.C.-246 a.C.                                                                                  | (1) Arsinoe I (2) Arsinoe II (sorella)                                   | Figlio di Tolomeo I e di Berenice I                                 |
|          | Tolomeo III Evergete                      | 246 a.C.-222 a.C.                                                                                  | Berenice II (cugina di 1º grado)                                         | Figlio di Tolomeo II ed Arsinoe I                                   |
|          | Tolomeo IV Filopatore                     | 222 a.C.-204 a.C.                                                                                  | Arsinoe III (sorella)                                                    | Figlio di Tolomeo III e di Berenice II                              |
|          | Tolomeo V Epifane                         | 204 a.C.-180 a.C.                                                                                  | Cleopatra I                                                              | Figlio di Tolomeo IV ed Arsinoe III                                 |
|          | Tolomeo VI Filometore                     | 180 a.C.-170 a.C. 163 a.C.-145 a.C.                                                                | Cleopatra II (sorella)                                                   | Figlio di Tolomeo V e Cleopatra I                                   |
|          | Tolomeo VII Neo Filopatore                | 145 a.C. (con Cleopatra II)                                                                        | -                                                                        | Figlio di Tolomeo VI e Cleopatra II                                 |
|          | Tolomeo VIII Evergete Trifone "Fiscone"   | 170 a.C.-169 a.C. -163 a.C. 145 a.C.-131 a.C. 127 a.C.-116 a.C. (con Cleopatra III e Cleopatra II) | (1) Cleopatra II (sorella) (2) Cleopatra III (nipote)                    | Figlio di Tolomeo V e Cleopatra I; Re di Cirene (163 a.C.-145 a.C.) |
|          | Cleopatra II Filometore Soteira           | 145 a.C. (con Tolomeo VII) 131 a.C.-127 a.C. 124 a.C.-116 a.C. (con Tolomeo VIII e Cleopatra III)  | (1) Tolomeo VI (fratello) (2) Tolomeo VIII (fratello)                    | Figlia di Tolomeo V e di Cleopatra I                                |
|          | Cleopatra III Evergete Filometore Soteira | 127 a.C.-101 a.C. (con Tolomeo VIII, Cleopatra II, Tolomeo IX e Tolomeo X)                         | Tolomeo VIII (zio)                                                       | Figlia di Tolomeo VI e di Cleopatra II                              |
|          | Tolomeo IX Sotere "Latiro"                | 116 a.C.-110 a.C. (con Cleopatra III) 109 a.C.-107 a.C. (con Cleopatra III) 88 a.C.-80 a.C.        | (1) Cleopatra IV (sorella) (2) Cleopatra Selene (sorella)                | Figlio di Tolomeo VIII e Cleopatra III                              |
|          | Tolomeo X Alessandro                      | 110 a.C.-109 a.C. (con Cleopatra III) 107 a.C.-88 a.C. (con Cleopatra III)                         | Berenice III                                                             | Figlio di Tolomeo VIII e Cleopatra III                              |
|          | Cleopatra Berenice III Tea Filopatore     | 80 a.C. (con Tolomeo XI)                                                                           | (1) Tolomeo X (zio) (2) Tolomeo XI (cugino)                              | Figlia di Tolomeo IX e Cleopatra Selene                             |
|          | Tolomeo XI Alessandro                     | 80 a.C. (con Berenice III)                                                                         | Berenice III (cugina)                                                    | Figlio di Tolomeo X                                                 |
|          | Tolomeo XII Neo Dioniso "Aulete"          | 80 a.C.-58 a.C. 55 a.C.-51 a.C.                                                                    | Cleopatra VI (sorella)                                                   | Figlio di Tolomeo IX e di una concubina                             |
|          | Cleopatra VI Trifena                      | 58 a.C.-57 a.C. (con Berenice IV)                                                                  | Tolomeo XII (fratello)                                                   | Figlia di Tolomeo IX e di una concubina                             |
|          | Cleopatra Berenice IV Epifania            | 58 a.C.-55 a.C. (con Cleopatra VI)                                                                 | (1) Seleuco VII (2) Archelao I di Comana                                 | Figlia di Tolomeo XII e Cleopatra VI                                |
|          | Cleopatra VII Tea Filopatore              | 51 a.C.-30 a.C. (con Tolomeo XIII, Tolomeo XIV e Tolomeo XV)                                       | (1) Tolomeo XIII (fratello) (2) Tolomeo XIV (fratello) (3) Marco Antonio | Figlia di Tolomeo XII e di una concubina                            |
|          | Tolomeo XIII Teo Filopatore               | 51 a.C.-47 a.C. (con Cleopatra VII)                                                                | Cleopatra VII (sorella)                                                  | Figlio di Tolomeo XII                                               |
|          | Arsinoe IV                                | 48 a.C.-47 a.C. (in opposizione a Cleopatra VII e Tolomeo XIII)                                    | -                                                                        | Figlia di Tolomeo XII                                               |
|          | Tolomeo XIV Filopatore Filadelfo          | 47 a.C.-44 a.C. (con Cleopatra VII)                                                                | Cleopatra VII (sorella)                                                  | Figlio di Tolomeo XII                                               |
|          | Tolomeo XV Cesare ("Cesarione")           | 44 a.C.-30 a.C. (con Cleopatra VII)                                                                | -                                                                        | Figlio di Cleopatra e Giulio Cesare                                 |

### Sovrani della dinastia che non regnarono in Egitto
| Ritratto | Nome            | Regno (inizio-fine)                 | Consorti             | Note                                      |
| -------- | --------------- | ----------------------------------- | -------------------- | ----------------------------------------- |
|          | Tolomeo Cerauno | Re di Macedonia (281 a.C.-279 a.C.) | Arsinoe II (sorella) | Figlio di Tolomeo I ed Euridice           |
|          | Meleagro        | Re di Macedonia (279 a.C.)          | -                    | Figlio di Tolomeo I ed Euridice           |
|          | Tolomeo Apione  | Re di Cirene (102 a.C.-96 a.C.)     | -                    | Figlio di Tolomeo VIII e di una concubina |
|          | Tolomeo         | Re di Cipro (80 a.C.-58 a.C.)       | ?                    | Figlio di Tolomeo IX e di una concubina   |
|          | Tolomeo         | Re di Mauretania (23-40)            | ?                    | Figlio di Cleopatra VIII e Giuba II       |

## Altri membri della dinastia
Dalle tabelle seguenti sono eliminati tutti coloro che sono già stati nominati tra i sovrani

### 1ª generazione
| Nome       | Genitori               | Consorti                                                                  | Note                                               |
| ---------- | ---------------------- | ------------------------------------------------------------------------- | -------------------------------------------------- |
| Lisandra   | Tolomeo I ed Euridice  | (1) Alessandro V di Macedonia (2) Agatocle                                | Regina consorte di Macedonia                       |
| Tolemaide  | Tolomeo I ed Euridice  | Demetrio I Poliorcete                                                     | -                                                  |
| Arsinoe II | Tolomeo I e Berenice I | (1) Lisimaco (2) Tolomeo Cerauno (fratellastro) (3) Tolomeo II (fratello) | Regina consorte di Tracia, di Macedonia e d'Egitto |
| Filotera   | Tolomeo I e Berenice I | -                                                                         | -                                                  |

### 2ª generazione
| Nome                    | Genitori                | Consorti           | Note                                   |
| ----------------------- | ----------------------- | ------------------ | -------------------------------------- |
| Berenice Fernoforo Sira | Tolomeo II e Arsinoe I  | (1) Antioco II Teo | Sovrana consorte dell'impero seleucide |
| Lisimaco                | Tolomeo II ed Arsinoe I | -                  | -                                      |

### 3ª generazione
| Nome        | Genitori                  | Consorti              | Note                     |
| ----------- | ------------------------- | --------------------- | ------------------------ |
| Alessandro  | Tolomeo III e Berenice II | -                     | -                        |
| Arsinoe III | Tolomeo III e Berenice II | Tolomeo IV (fratello) | Regina consorte d'Egitto |
| Berenice    | Tolomeo III e Berenice II | -                     | -                        |
| Lisimaco    | Tolomeo III e Berenice II | -                     | -                        |
| Magas       | Tolomeo III e Berenice II | -                     | -                        |

### 4ª generazione
Tolomeo IV ebbe un solo figlio: Tolomeo V.

### 5ª generazione
Tolomeo V ebbe tre figli: Tolomeo VI, Cleopatra II e Tolomeo VIII.

### 6ª generazione

#### Figli di Tolomeo VI
| Nome             | Genitori                  | Consorti                                                                       | Note                                   |
| ---------------- | ------------------------- | ------------------------------------------------------------------------------ | -------------------------------------- |
| Cleopatra Tea    | Tolomeo VI e Cleopatra II | (1) Alessandro I Bala (2) Demetrio II Nicatore (3) Antioco VII Evergete Sidete | Sovrana consorte dell'impero seleucide |
| Tolomeo Eupatore | Tolomeo VI e Cleopatra II | -                                                                              | Associato al trono nel 152 a.C.        |

#### Figli di Tolomeo VIII
| Nome               | Genitori                     | Consorti | Note                                                             |
| ------------------ | ---------------------------- | --- | ---------------------------------------------------------------- |
| Tolomeo Menfite    | Tolomeo VIII e Cleopatra II  | - | -                                                                |
| Cleopatra IV       | Tolomeo VIII e Cleopatra III | (1) Tolomeo IX (fratello) (2) Antioco IX Eusebe Ciziceno                                                                | Regina consorte d'Egitto; sovrana consorte dell'impero seleucide |
| Cleopatra V Selene | Tolomeo VIII e Cleopatra III | (1) Tolomeo IX (fratello) (2) Antioco VIII Epifane Gripo (3) Antioco IX Eusebe Ciziceno (4) Antioco X Eusebe Filopatore | Regina consorte d'Egitto; sovrana consorte dell'impero seleucide |
| Cleopatra Trifena  | Tolomeo VIII e Cleopatra III | Antioco VIII Epifane Gripo                                                                                              | Sovrana consorte dell'impero seleucide                           |

### 7ª generazione

#### Figli di Tolomeo IX
Tolomeo IX ebbe quattro figli: Berenice III, Tolomeo XII, Cleopatra VI e Tolomeo di Cipro

#### Figli di Tolomeo X
| Nome          | Genitori                 | Consorti | Note |
| ------------- | ------------------------ | -------- | ---- |
| figlia ignota | Tolomeo X e Berenice III | -        | -    |

### 8ª generazione
Tolomeo XII ebbe cinque figli: Berenice IV, Cleopatra VII, Tolomeo XIII, Tolomeo XIV e Arsinoe IV.

### 9ª generazione
Sebbene la nona generazione sia composta dai figli di Cleopatra VII, e quindi discendenti solo materni, è comunque considerata parte della dinastia.
| Nome                  | Genitori                      | Consorti | Note                                                                                         |
| --------------------- | ----------------------------- | -------- | -------------------------------------------------------------------------------------------- |
| Alessandro Elio       | Marco Antonio e Cleopatra VII | -        | Re d'Armena, Media e Partia (per le donazioni di Alessandria)                                |
| Cleopatra VIII Selene | Marco Antonio e Cleopatra VII | Giuba II | Regina di Cirenaica e Libia (per le donazioni di Alessandria); regina consorte di Mauretania |
| Tolomeo Filadelfo     | Marco Antonio e Cleopatra VII | -        | Re di Siria e Cilicia (per le donazioni di Alessandria)                                      |